# Comtat de Vertus
El comtat de Vertus fou una jurisdicció feudal de Bretanya creada el 1480 i que va existir fins a la Revolució. Va anar sempre unida al comtat de Goëlo.